# (32959) 1996 HB25
1996 HB25 (asteroide 32959) é um asteroide da cintura principal. Possui uma excentricidade de 0.23785830 e uma inclinação de 6.60485º.
Este asteroide foi descoberto no dia 20 de abril de 1996 por Eric Walter Elst em La Silla.